# Joseph Trapanese
Joseph Trapanese est un compositeur américain de musiques de films.

## Filmographie

### Cinéma

#### Courts métrages
- 2007 : Curtain Call
- 2008 : Noir
- 2008 : Jodi
- 2008 : Dirty Magazines
- 2008 : Love on the Line
- 2008 : Mrs. Henderson's Kids
- 2008 : Kwess
- 2009 : Who Is Bobby Domino
- 2009 : Deathly Beloved
- 2009 : Twirl
- 2009 : The Letter
- 2009 : Cup Size
- 2009 : Cher papa
- 2010 : Counting Backwards
- 2010 : Heart
- 2010 : Velo Hoot
- 2010 : Dream (drem) n.
- 2010 : A Fire in a Dovecot
- 2011 : H.O.G.'S Tooth
- 2011 : A New Kind of Halloween
- 2011 : Voice
- 2011 : Happy Birthday Michael Peck
- 2011 : Good Intentions
- 2012 : Tependris Rising
- 2012 : Oli's Magic Lemonade
- 2013 : She Said, She Said
- 2014 : There She Is (documentaire)
- 2014 : Drink
- 2015 : Mumbai Mornings
- 2015 : Cold: Choices
- 2016 : Present
- 2017 : My Pretty Pony
- 2018 : Imbroglio
- 2018 : Crossmaglen
- 2018 : Goodnight
- 2019 : Grit
- 2019 : Myth: A Frozen Tale

### Télévision

#### Séries télévisées
- 2010-2011 : Suite 7 (2 épisodes)
- 2011 : Volcano: The Series (4 épisodes)
- 2012-2013 : Tron : La Révolte (Tron: Uprising) (19 épisodes)
- 2013 : Wonder Woman (3 épisodes)
- 2016 : Dead of Summer : Un été maudit (Dead of Summer) (10 épisodes)
- 2016-2017 : Quantico  (20 épisodes)
- 2017 : The Fan (série documentaire)
- 2016-2017 : Jean-Claude Van Johnson (6 épisodes)
- 2018 : Classé sans suite (Unsolved ) (10 épisodes)
- 2018 : Berlin Station  (1 épisode)
- 2019 : Fais-moi peur ! (Are You Afraid of the Dark?) (3 épisodes)
- 2021 : Shadow and Bone : La saga Grisha (8 épisodes)
- 2021 : The Witcher (8 épisodes)

#### Téléfilms
- 2017 : Mission Control de Jeremy Podeswa

### Jeux vidéo
- 2014 : The Crew
- 2016 : Allegiant: VR Experience
- 2017 : Need for Speed Payback